# Cable diplomático
Cable diplomático es un tipo de comunicación también conocido como telegrama diplomático o cable de embajada. Es el término utilizado para el intercambio de textos entre misiones diplomáticas, como embajadas o consulados, y el canciller de sus respectivos países.
El término cable se debe a la época donde el medio para tales tipos de comunicación eran los cables de comunicación submarinos. Para referirse al cable diplomático, suele usarse únicamente la palabra cable.

## Wikileaks
El 28 de noviembre de 2010, la página Wikileaks filtró a la prensa internacional 251.187 cables de los Estados Unidos. Es la mayor filtración realizada hasta ahora en toda la historia de la humanidad. También se le conoce como Cablegate, en clara alusión al escándalo de Watergate, a principios de los años setenta bajo Administración de Richard Nixon.